# Юзеф Пілсудський
Ю́зеф Кле́менс Пілсу́дський (пол. Józef Klemens Piłsudski польська: [ˈjuzɛf ˈklɛmɛns piwˈsutskʲi] ( прослухати); 5 грудня 1867, с. Зулов (нині Залавас) — 12 травня 1935, Варшава, Польська Республіка) — польський політичний, військовий і державний діяч, перший голова відродженої польської держави. Ініціатор створення Польської Військової Організації, прем'єр-міністр Польщі (1926—1928, серпень-грудень 1930), де-факто лідер Другої Польської Республіки як міністр оборони Польщі (1918—1919, 1926—1935), засновник польської армії, перший маршал Польщі. Начальник польської держави з 22 листопада 1918 після того, як Польща здобула незалежність до 1922. Його називають батьком Польської Республіки відроджену в 1918, після 123 років з останнього поділу Речі Посполитої.
Серед польського громадянства відомий також як «Комендант». На початку політичної кар'єри творець та лідер бойової організації Польської соціалістичної партії. Його вважають національним героєм Польщі.

## Життєпис

### Ранні роки, родина, освіта

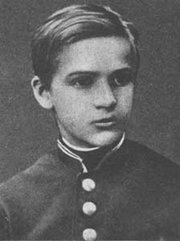
У дитинстві

Народився 5 грудня 1867 році у селі Зулов (нині Залавас, лит. Zalavas, Вільнюський повіт, Литва) поблизу Вільна (нині Вільнюс, Литва), у родині з патріотичними поглядами. Село, в якому народився Пілсудський, було частиною Російської Імперії з останнього поділу Речі Посполитої в 1795. Раніше це було частина Речі Посполитої. Після Першої світової війни, це село було частиною Литовської Республіки, a після польської окупації східної Литви- польської території в період, коли Пілсудський був прем'єр-міністром. Під час Другої світової війни село стало частиною СРСР.

### Батьки
Батько, Юзеф Вінсент Пілсудський (1833—1902), походив з шляхетського польсько-литовського роду Ґінетів-Пілсудських, під час повстання 1863 року був комісаром Національного уряду та брав участь у Січневому повстанні 1863 проти російської влади, мати Юзефа-Марія з Білевичів (1842—1884) — походила з шляхетського литовського роду гербу Могила. Батьки Пілсудського побрались після спалаху січневого повстання (23 квітня 1863).
Після придушення повстання, втікаючи від переслідування з боку Росії, Юзеф Вінсент Пілсудський виїзжає з Жемайтії до Литви, де кілька разів змінює місце проживання. Восени чи взимку 1863 року подружжя Пілсудських осіло в Зулові.

### Дитинство
Там, в Зулові, у 1867 році і народився майбутній очільник Польщі. Він був четвертою дитиною в родині — 1864 р. народилась Олена, у 1865 р. — Софія, а в 1866 р. — Броніслав Пілсудський. Після Юзефа, котрого в родині називали Зюком (пол. — Ziuk), народились : Адам (1869 р.), Казимир (1871 р.), Марія (1873 р.), Ян (1876 р.), Людвіка (1879 р.), Каспер (1881 р.) і близнята Петра та Теодора (1882 р., померли у віці 1.5 року в 1884 році).
Юзефа похрестили 15 грудня 1867 року в римо-католицькому костелі Томашем Волінським. Хрещеними Пілсудського стали Юзеф Марцінковський і Констанція Рогальська.
Невдалі інвестиції батька Юзефа призвели до занепаду маєтків, що були під його керівництвом. Останньою краплею стала пожежа, після якої у 1874 році Пілсудські були змушені переїхати до Вільно.

### Освіта та шкільні роки
В 1877 році Юзеф разом з братом Броніславом почали вчитись в Першій віленській гімназії. Там вони та інші учні знаходились під впливом інтенсивної русифікації. Весною 1882 року учні заснували самоосвітній гурток «Spójnia», який займався поставкою з Варшави польських книжок.Юзеф Пiлсудский вільно розмовляв литовською мовою .

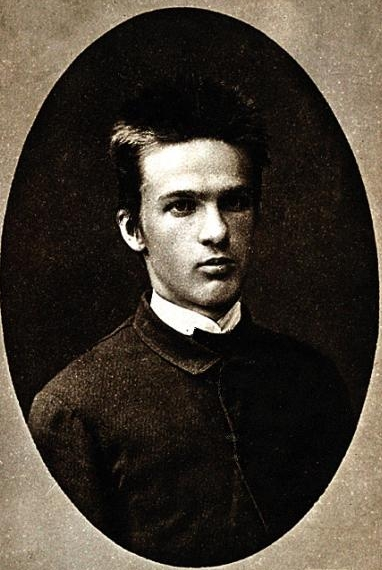
Юзеф Пілсудський у 1885 році

Мати Марія ознайомила його, як і братів Броніслава, Адама і Яна з польською історією та літературою, які в той час утискала імперська влада Росії. Сім'ю обурювала державна політика русифікації. Дітей вчили запрошені до маєтку Пілсудських вчителі. У 1885 році Юзеф закінчив Віленську гімназію.
Навчався на медичному факультеті Харківського (виключений за участь у студентських виступах), згодом — Віденського університету. В цей період належав до польської патріотичної організації «Єдність», яка підтримувала контакти з «Народною волею». В 1886 його запідозрили в участі у студенських демонстраціях. Його виключили з Тартуського університету після повідомлення владі про його політичну належність.
22 березня 1887 року заарештований царською владою, звинувачений у підготовці замаху на Олександра III, засуджений на 5-річне заслання до Сибіру; перебував у селі Тунка.

### Заслання до Сибіру
Перед засланням у Сибір Пілсудський провів кілька тижнів за ґратами в Іркутську. Під час відбування тюремного терміну інший в'язень обізвав охоронця та відмовився вибачатись; Пілсудський та інші політв'язні були побиті охоронцями за непокору і Пілсудський втратив два зуба. Він узяв участь у наступній голодівці, допоки влада не відновила привілеї політв'язнів, відібрані після побиття. За цю участь він був висланий на заслання на шість місяців. Свою першу ніч в ув'язненні провів за температури -40 градусів, що призвело до хвороби, яка ледь його не вбила, та наступних проблем зі здоров'ям у його подальшому житті. Під час заслання познайомився з багатьма ув'язненими, більшість із яких були учасниками повстання в 1863.

### Терористична діяльність проти Російської імперії
У 1892 році повернувся до Вільна, де став одним із співзасновників Польської соціалістичної партії (ППС), з 1894 року — член Центрального робітничого комітету. Наприкінці 1890-х організував видавництво партійного органу «Роботнік» (згодом — «Валька»).
Після повернення із заслання був організатором бойової школи у Кракові. За рапортами начальника Варшавського охоронного відділення (таємної поліції Росії) П. Заварзіна, школа масово готувала вбивць та грабіжників.

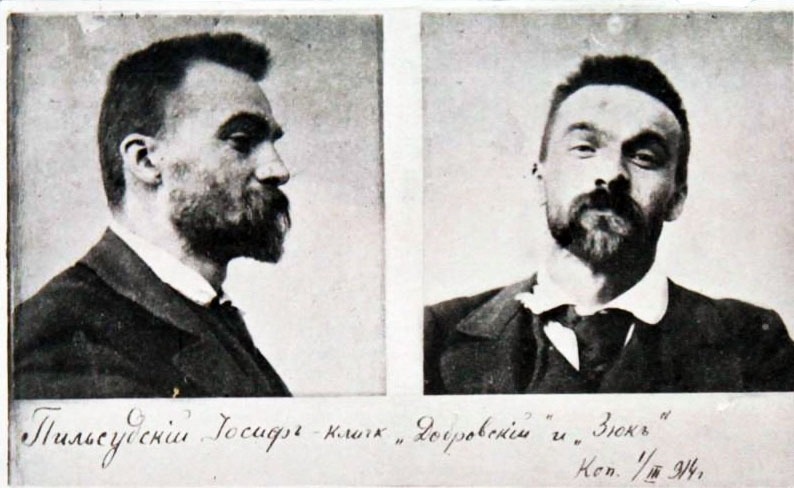
Юзеф Пілсудський після арешту у 1900 році

На початку 1900-х мешкав у Львові, Лондоні та Токіо, де намагався встановити контакти з японською розвідкою. Під час революції 1905—1907 років у Російській імперії керував бойовими групами, що займались підготовкою і проведенням терористичних акцій (головним чином — пограбуванням банків з метою здобуття коштів для купівлі зброї), визволенням політичних в'язнів, вишколом нових бойовиків для боротьби проти імперського режиму та за незалежність Польщі. У 1906 виступив одним з ініціаторів створення ППС-революційної фракції. У 1908 році Пілсудський заснував у Галичині Союз активної боротьби, який у 1910 створив у Львові легальну воєнізовану організацію «Стрілецьку спілку». На початку 1910-х рр. був обраний головним комендантом Тимчасової комісії організацій у боротьбі за незалежність Польщі, що діяли у Галичині.
Досягнення незалежності Польщею вважав можливим за умови розгрому Російської імперії у війні з Австро-Угорщиною і Німеччиною. Встановив і підтримував зв'язки з австро-німецьким генеральним штабом.

### Участь у Першій світовій та інших війнах

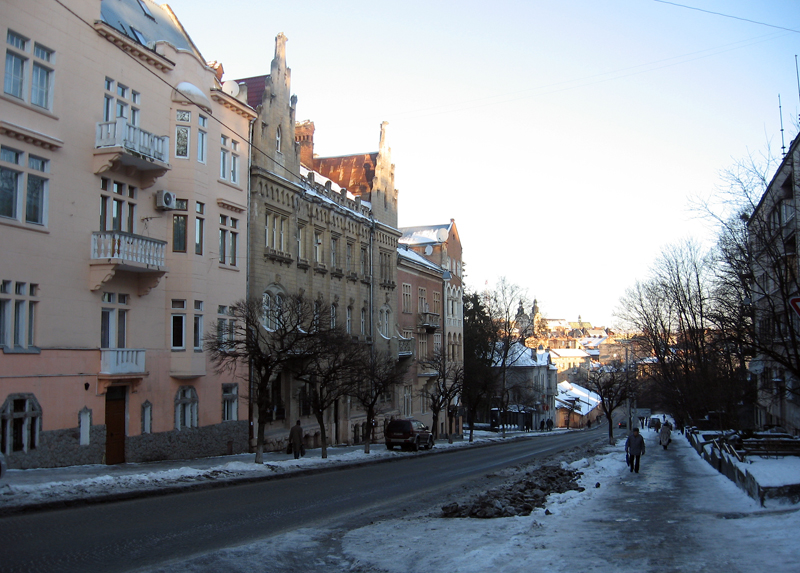
У будинку 6 (посередині) по вулиці Героїв Майдану у Львові в 1914 році зі своїм штабом перебував Юзеф Пілсудський

У роки Першої світової війни 1914—1918 років командував бригадою, сформованою з поляків, яка у складі австрійської армії воювала на Східному фронті. У липні 1917 року внаслідок конфлікту з німецькою окупаційною владою (відмовився присягнути німецькому кайзеру) був заарештований і ув'язнений в тюрмі у Марієнбурзі. Був прихильником так званої федеративної концепції, яка передбачала розчленування Російської імперії і створення у Східній Європі федеративної держави — Міжмор'я у складі Польщі, Литви, України і Білорусі. У листопаді 1918 року Пілсудський, посівши пост тимчасового керівника Польської держави, проводив агресивну політику стосовно Західно-Української Народної Республіки.
У квітні 1919 року перекинув на український фронт армію генерала Юзефа Галлера, яка призначалась Антантою винятково для ведення воєнних дій проти більшовиків. Поставши перед загрозою широкомасштабної війни з РСФРР, Пілсудський, з метою сформування спільного антибільшовицького фронту, підтримував Симона Петлюру в боротьбі проти Радянської Росії. Уклав Варшавський договір 1920. У квітні 1920 року Пілсудський став першим маршалом Польщі. Вів польсько-радянську війну 1920 року і уклав Ризький мирний договір 1921 року.

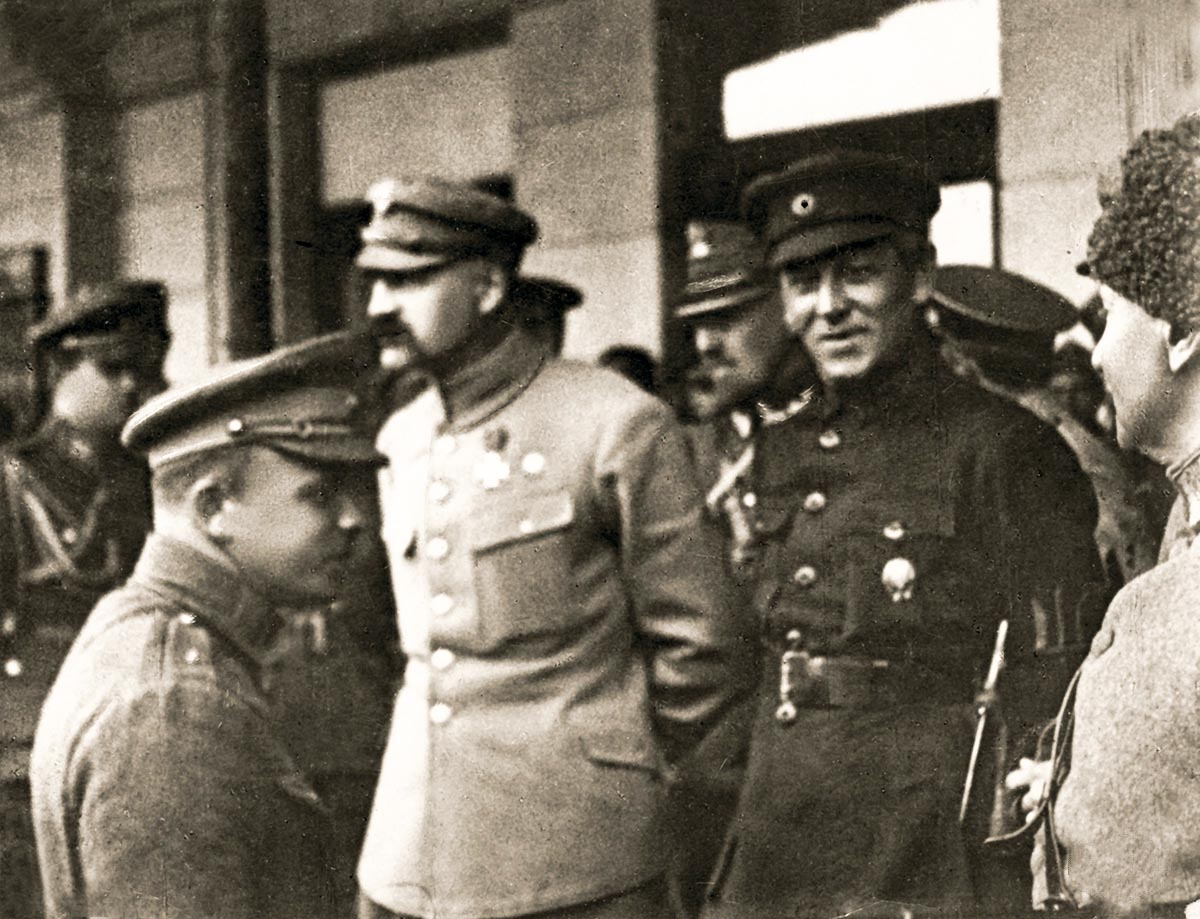
Юзеф Пілсудський і Симон Петлюра, 1920 рік, Київ

Шляхом укладення окремого таємного договору недавніх колег по загальноросійській соціал-демократії Пілсудського з Леніним був здійснений план негласної допомоги більшовикам для перемоги над УНР і Денікіним.
Подробиці переговорів і договору розкрив шеф генерального штабу польської армії генерал Тадеуш Кутшеба лише після смерті Пілсудського. Він засвідчив, що восени 1919 року прибула до Микошевич, поблизу Луцька, радянська місія «Червоного Хреста» під проводом польського комуніста, колишнього польського соціаліста і доброго знайомого з Пілсудським, Юліуша Мархлєвського. Мархлєвський через довірену особу нав'язав контакт з Пілсудським, який визначив для переговорів капітана Бернера. Бернер свідчить, що Пілсудський через нього передав Леніну пропозицію припинити бойові дії, встановити лінію розмежування польських і більшовицьких російських військ, а також утворити між ними нейтральну смугу шириною 10 кілометрів. 21 листопада Мархлєвський привіз із Москви позитивну відповідь Леніна, який лише вимагав збереження переговорів у таємниці.
Тактикою таємної допомоги для Радянської Росії Пілсудський добився того, що червоні по черзі розбили Дієву Армію УНР, а потім Добровольчу армію Денікіна. Настав час використати ситуацію, що склалася, для здійснення плану відновлення Польщі в межах 1772 року. З метою юридичного прикриття свого походу в Україну Пілсудський змусив Українську місію у Варшаві підписати декларацію про українсько-польський воєнний союз. При цьому польський уряд наполіг, щоб скоротити (реформувати) Армію УНР лише до трьох дивізій. Пілсудський і його штаб прагнули після вдалого походу на Київ і Одесу встановити свій повний військовий контроль над Правобережною Україною, а Уряд УНР звести до становища безправного сателіта.
Похід Пілсудського в Україну провалився. Москва і Варшава погодилися на мир коштом поділу України та Білорусі.
У міжвоєнний період у зовнішній політиці орієнтувався на співпрацю з Великою Британією і виступав за досягнення порозуміння з Німеччиною, вважаючи головним противником СРСР.
У 1922—1926 роках — відійшов від активного політичного життя.

### Організатор державного перевороту
12 травня 1926 року за допомогою військових здійснив державний переворот, домігся відставки президента Войцеховського і прем'єра уряду В. Вітоса. 31 травня Національні збори (сейм і сенат) обрали Пілсудського президентом, але він відмовився від цієї посади (згодом президентом став І. Мосціцький).
З 1926 року був Головним інспектором Збройних сил Польщі, що давало йому всю повноту влади над армією.
Встановив режим «санації», внаслідок чого розпочалося політична і господарська стабілізація, уніфікація органів влади.
У 1926—1928 роках і з 1930 року — прем'єр-міністр Польщі.
Попри те, що польський уряд надавав фінансову підтримку екзильному уряду УНР, а деякі політики з найближчого оточення прем'єра були знайомі з українською проблематикою, Пілсудський нічого не зробив для припинення антиукраїнської політики місцевої адміністрації у Західній Україні. У вересні-жовтні 1930 за розпорядженням уряду Пілсудського на окупованих Польщею українських землях силами армії і поліції було здійснено репресивні акції щодо українського населення, розраховані на придушення українського національно-визвольного руху.
У вересні 1934 року за ініціативою Пілсудського була запропонована угода про забезпечення прав національних меншин, яку, проте, відхилив міністр закордонних справ Польщі Юзеф Бек.

### Зовнішня політика

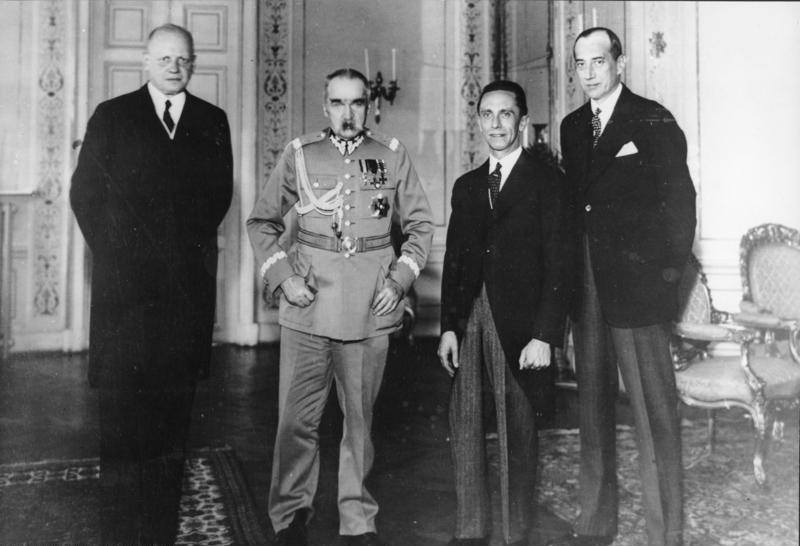
Зустріч Пілсудського та Геббельса у Варшаві 15 червня 1934 року. (Ліворуч Ганс-Адольф фон Мольтке, праворуч Юзеф Бек)

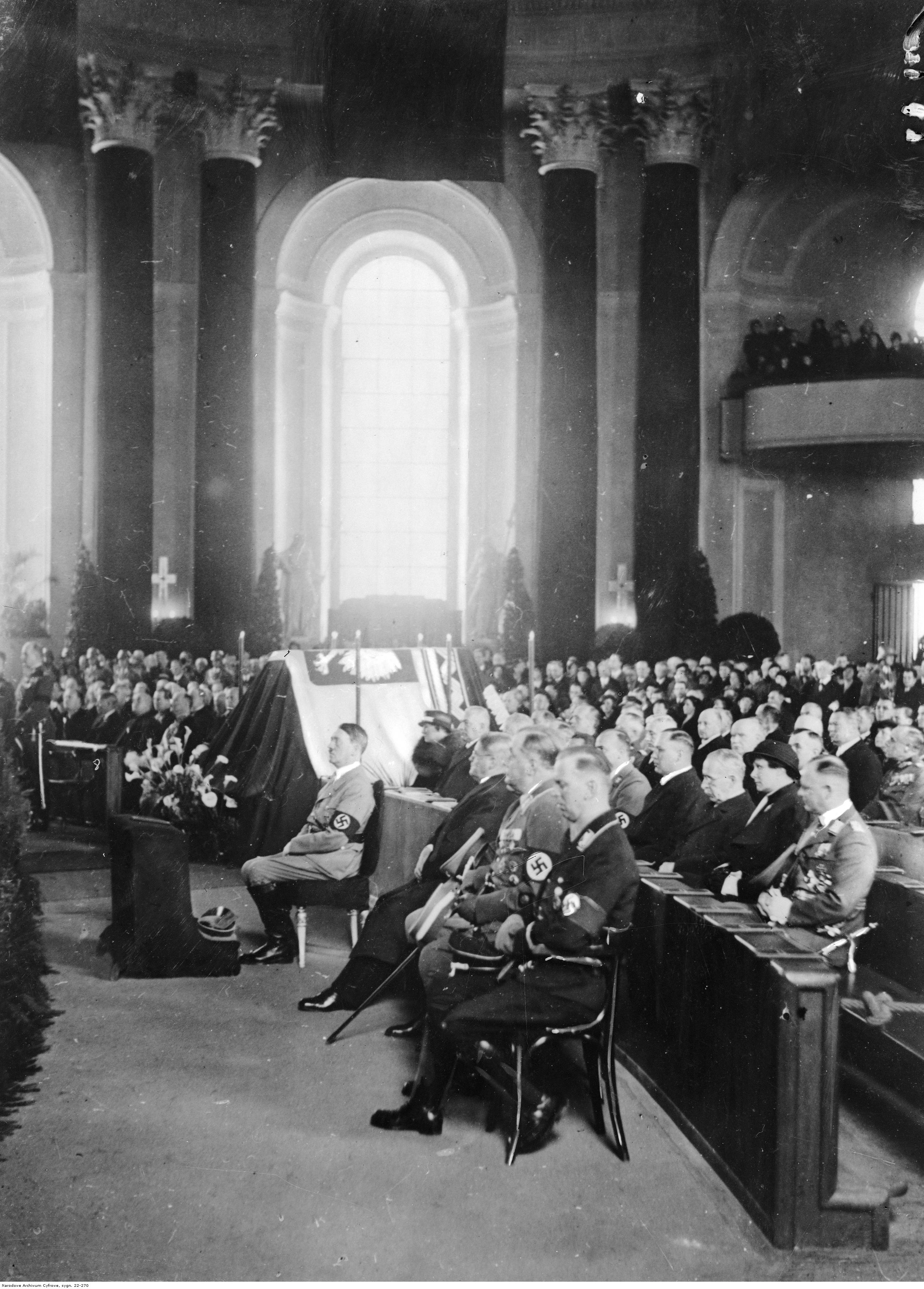
Адольф Гітлер на траурній церемонії в честь смерті Юзефа Пілсудського. Берлін, собор св. Ядвіги

У міжнародній політиці Пілсудському вдалося досягти відносної нормалізації відносин з Радянським Союзом (Пакт про ненапад від 25 липня 1932 року), але при цьому він вважав ненадійною таку угоду і шукав опори у західних союзників (Франції та Великої Британії) і в сусідів — Румунії та Угорщини.

### Співпраця з Нацистською Німеччиною
26 січня 1934 року за ініціативи Пілсудського та Гітлера було підписано «Декларацію про незастосування сили між Німеччиною та Польщею» (пол. Deklaracja między Polską a Niemcami o niestosowaniu przemocy). Даний документ підписали у Берліні міністр закордонних справ Німеччини Константін фон Нойрат та посол Польщі в Німеччині Юзеф Ліпскі.
15 червня 1934 року Пілсудський приймав у Варшаві міністра пропаганди Рейху Йозефа Геббельса.
За Пілсудського у травні 1935 року була прийнята нова конституція Польщі.
Автор спогадів «1920».

## Шпигунська діяльність
Дослідники стверджують, що Пілсудський заради грошового утримання став агентом японської розвідки.
Спецоперація з вербування і подальшого використання Пілсудського японцями отримала назву «Вечір». У 1904 році перспективи проголошення незалежності Польщі були туманними, і Пілсудський, розуміючи «дражливість» питання, взявся за діло без узгодження з іншими членами Центрального робітничого комітету ППС, тобто фактично за спиною партії. У майбутньому Пілсудський не раз повторював подібні «фортелі», завжди виправдовуючись одним: «Мета виправдовує засоби».
Налагодження прямого контакту групи Пілсудського з японцями відбулося в Лондоні, де 20 березня 1904 року представник Пілсудського Йодко-Наркевич і японський посланник у Великій Британії Тадасу Хаяші уклали договір про співпрацю у воєнній сфері. Польські соціалісти брали на себе зобов'язання постачати японській стороні інформацію розвідувального характеру. Фіксована щомісячна плата за інформацію становила 90 фунтів стерлінгів (для ППС на той час це були великі гроші).
Незабаром Пілсудський передав японцям матеріали розвідувального характеру щодо мобілізаційних заходів Росії напередодні і після початку війни. У свою чергу 22 квітня 1904 року японці поставили Пілсудському низку конкретних завдань розвідувального характеру, а за три дні повідомили про свою готовність виділити йому на створення розвідувальної мережі в Західному Сибіру та Європейській Росії величезної суми в 10 тисяч фунтів стерлінгів.
21 травня 1904 року в столиці Австрії Відні відбулася зустріч Пілсудського з японським військовим аташе Таро Уцуномія, на якій сторони обговорили подальшу співпрацю. Дослідники стверджують, що за 1904—1905 роки японці виділили Пілсудському та його компаньйонам за шпигунські послуги понад 33 000 фунтів стерлінгів, що в наш час становить понад 13 мільйонів доларів США. Частину цих грошей було витрачено на придбання зброї та революційну діяльність, а чимало пішло на безбідне приватне життя Пілсудського (252 фунти на місяць, тобто 2 520 царських рублів). Не багато з російських чиновників — «експлуататорів польського народу» — мали тоді такі зарплати.
Із закінченням російсько-японської війни шпигунська епопея Юзефа Пілсудського не закінчилася. Були знайдені нові спонсори. Ними стали офіцери австрійської розвідки. 29 вересня 1906 року Пілсудський зустрівся з полковником Францом Каником, начальником штабу 10-го корпусу в Пшемислі. У доповіді про зустріч Каник доповідав своєму керівництву, що Пілсудський запропонував австрійській стороні послуги шпигунського характеру проти Росії взамін за сприяння у закупівлі зброї, дозвіл на створення в австро-угорській Галичині таємних складів зброї та військового спорядження, вишкіл бойовиків, нелегальний перехід австрійсько-російського кордону. Спираючись на бази в Австро-Угорщині, пілсудчики влаштовували терористичні та експропріаційні акції на землях, що входили до складу Російської імперії (останньою великою експропріацією ППС вважають грабіжницький напад на поштовий поїзд біля Бездан, під Вільнюсом, у листопаді 1908 року. У ньому брав участь сам Пілсудський. Було захоплено 200 тисяч рублів).
Влітку 1908 року Пілсудський встановив надійні агентурні зв'язки з майором австрійського генерального штабу, начальником політично-розвідувального відділу Львівського корпусу Густавом Ішковським, а в 1910 році домігся від австрійців дозволу на створення легальної воєнізованої організації «Союз стрільців». Назване польське терористичне угруповання не відіграло жодної ролі в боротьбі за незалежність від Російської імперії, але його бойовики склали ядро заколотників проти законної влади Західноукраїнської Народної Республіки, проголошеної у Львові восени 1918 року після розпаду Австро-Угорської імперії.
Автор монографії «Льодяна стіна. Секрети політики Юзефа Пілсудського. 1904—1918» (пол. Lodowa ściana: sekrety polityki Józefa Piłsudskiego 1904–1918) Ришард Свєнтек (Ryszard Świętek) стверджує, що, хоч Пілсудський і його шпигунська організація «Конфідент (Р)» була на утриманні Австро-Угорщини, головною зацікавленою стороною у використанні Пілсудського була Німеччина. Німці прагнули відновлення союзної Німеччині польської держави для створення бар'єру проти російського імперіалізму. Незалежність Польщі проголосили 5 листопада 1916 року австрійський цісар Франц Йосиф І і німецький кайзер Вільгельм II. Польські політичні партії з подякою прийняли дар німецького кайзера і щиро співпрацювали з ним, а Юзеф Пілсудський організував свій збройний легіон, що боровся на боці німців проти держав Антанти.

## Нагороди
- Virtuti Militari
  - срібний хрест (1 січня 1920)
  - командорський хрест
  - великий хрест (№ 1; 14 червня 1923) — «як головнокомандувач за переможну польсько-більшовицьку війну.»
- Орден Білого Орла (1921)
- Золотий хрест Заслуги (Польща) — нагороджений 4 рази (31 грудня 1926, 3 січня 1928, 20 січня 1929 і 9 листопада 1931).
- Пам'ятний знак ідеологічних в'язнів (1928)
- Хрест Кановського (1929)
- Хрест Незалежності з мечами (6 листопада 1930)
- Золота Почесна Відзнака Ліги протиповітряної та газової оборони 1-го ступеня (30 листопада 1933)
- Орден Відродження Польщі, великий хрест
- Хрест Хоробрих
- Хрест Заслуги військ Центральної Литви
- Сілезький хрест на стрічці Доблесті та Заслуги
- Офіцерський знак «Парасоль»
- Знак «За вірну службу»
- Хрест розвідника
- Медаль «Юзеф Пілсудський, командувач польськими легіонами»
- Золотий знак Асоціації добровольчих пожежних команд Республіки Польща
- Хрест за оборону Цешинської Сілезії 1-го класу
- Пам'ятна медаль за оборону Цешинської Сілезії
- Похвальний декрет Національної ради Цешинського герцогства
- Зірка наполегливості (28 листопада 1981; посмертно)

### Франція
- Орден Почесного легіону, великий хрест (№ 25 864; 4 лютого 1921)
- Військова Медаль (18 листопада 1927)

### Естонія
- Хрест Свободи (Естонія)
  - 1-го ступеня, 1-й клас (2 червня 1922)
  - 3-го ступеня, 1-й клас (19 квітня 1925)
- Орден Орлиного хреста 1-го класу з мечами (6 червня 1930)
- Білий хрест Союзу оборони (10 серпня 1930)

### Королівство Румунія
- Орден Михая Хороброго 3-го, 2-го і 1-го класу (15 червня 1922) — отримав 3 нагороди одночасно.
- Орден Кароля I, великий хрест (30 листопада 1928)

### Афганістан
- Орден Блакитного плаща (30 квітня 1928)
- Орден Сонця (Афганістан), великий хрест — одночасно з орденом отримав титул принца.

### Королівство Італія
- Савойський військовий орден, великий хрест
- Орден Святих Маврикія та Лазаря, великий хрест
- Орден Корони Італії, великий хрест
- Пам'ятна медаль італійських добровольців

### Інші країни
- Орден Залізної Корони 3-го класу (Австро-Угорщина; 23 червня 1915)
- Військовий орден Лачплесіса 1-го класу (Литва; 12 березня 1922)
- Орден Леопольда I, великий хрест (Бельгія; 7 квітня 1922)
- Чехословацький воєнний хрест (1918) (7 жовтня 1922)
- Орден військових заслуг (Іспанія), великий хрест (30 листопада 1922)
- Орден Білої троянди (Фінляндія), великий хрест (10 грудня 1927)
- Орден «Святий Олександр», великий хрест з мечами і ланцюгом (Третє Болгарське царство; 10 березня 1928)
- Орден Квітів павловнії (Японська імперія; 4 липня 1928)
- Орден Заслуг (Угорщина), великий хрест (1928)
- Бальї Великого хреста честі і відданості (Мальтійський орден; 1930)
- Орден Вежі й Меча, великий хрест (Португалія; 20 грудня 1930)
- Орден Південного Хреста, великий хрест (Бразилія; 4 квітня 1933)
- Орден Зірки Карагеоргія, великий хрест (Королівство Югославія)

## Образ Пілсудського у масовій культурі

### У кінематографі
- Єжи Яблонський (Miłość przez ogień i krew, Польща, 1924)
- Матвій Ляров («П. К. П.», СРСР, 1926)
- Антоні Пекарський («Комендант», Польща, 1928)
- Євген Калузький («Перша кінна», СРСР, 1941)
- Єжи Дужінський («Смерть президента», Śmierć prezydenta, Польща, 1977)
- Рішард Філіпський («Переворот», Zamach stanu, Польща, 1981)
- Януш Закженський («Відродження Польщі», Polonia restituta, Польща, 1981)
- Маріуш Боначевський і Збігнєв Запасевич («Маршал Пілсудський», «Marszałek Piłsudski», Польща, 2001)
- Олесь Янчук («Владика Андрей», Україна, 2008)
- Даніель Ольбрихський («Варшавська битва. 1920», Польща, 2011).
- Сергій Кучеренко («Таємний щоденник Симона Петлюри», Україна, 2018)

### У відеоіграх
- Afterfall: Insanity — на рівні «Квиток в один кінець» присутній портрет Пілсудського.

## Пам'ятники
У 2015 році пам'ятник Юзефу Пілсудському було встановлено у Кишиневі (Молдавія). Автор молдавський скульптор В'ячеслав Жиглицький.

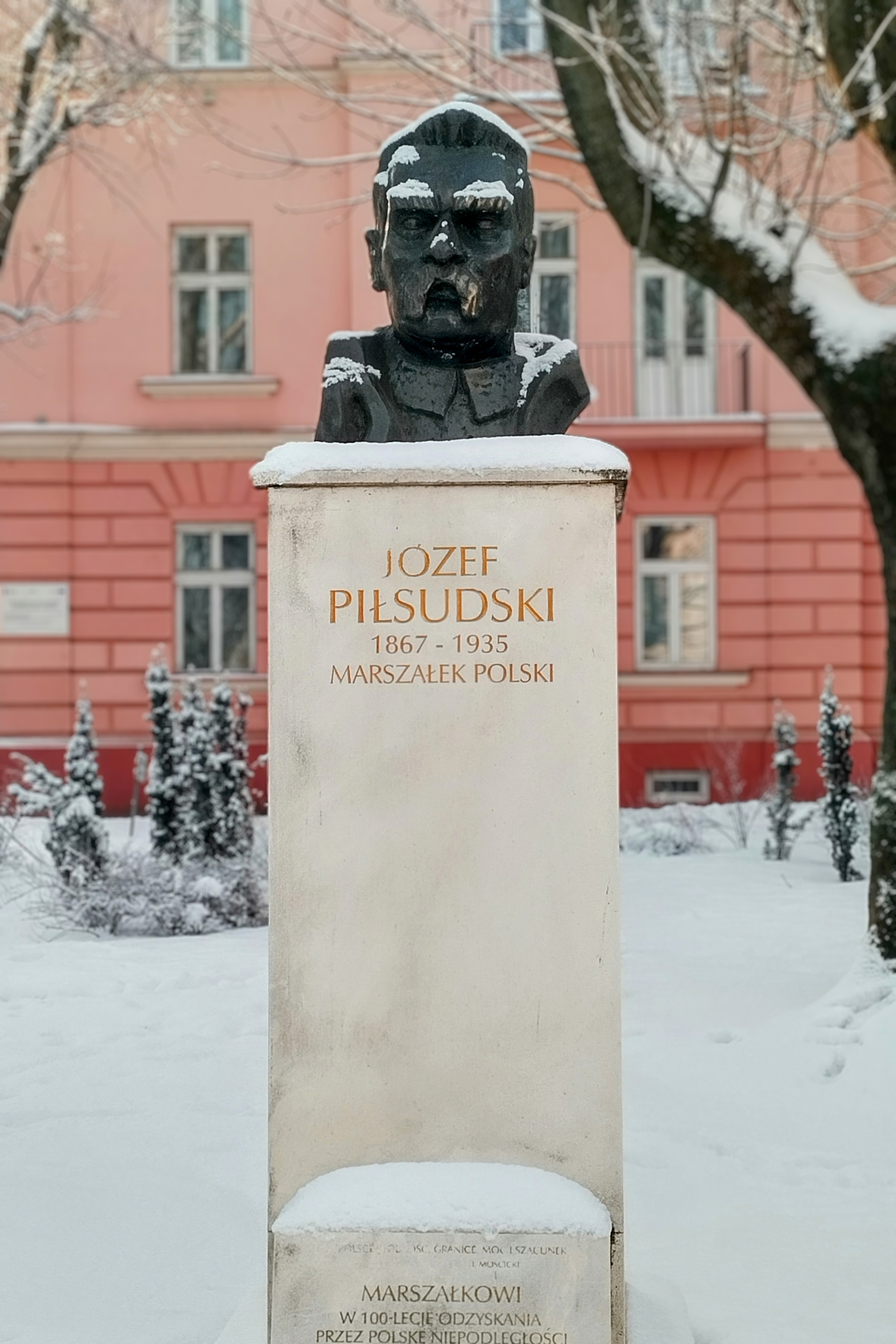
Пам'ятник Юзефу Пілсудському у Перемишлі
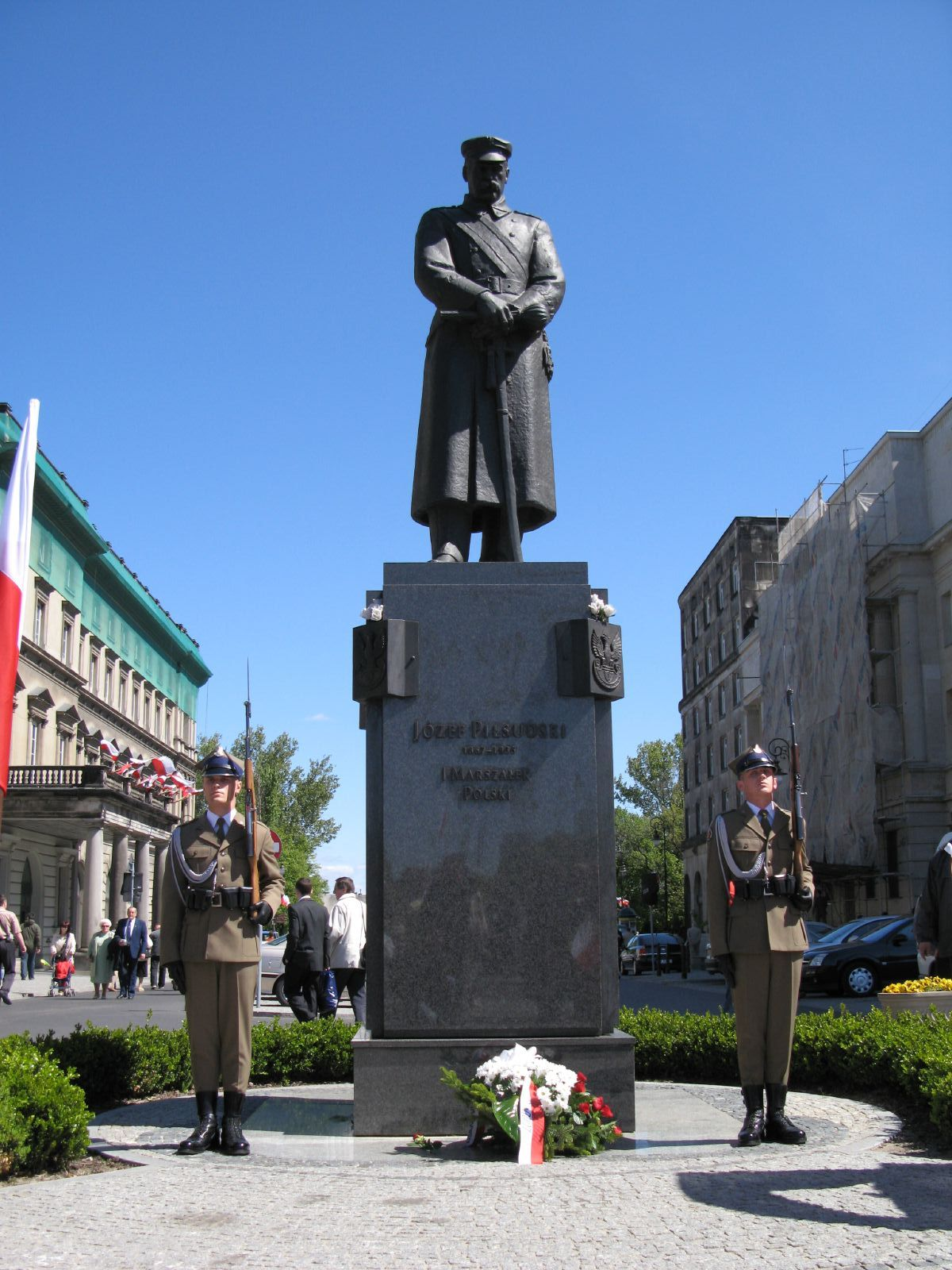
Пам'ятник Юзефу Пілсудському у Варшаві